# Сюксес Масра
Сюксес Масра (араб. سوكسيه ماسرا)(30 серпня 1983 , Чад ) — чадський економіст і політик, прем’єр-міністр Чаду з 1 січня по 22 травня 2024 року. 
Раніше він працював в Африканському банку розвитку, а у 2018 році заснував Les Transformateurs, політичну партію, яка стала частиною опозиції проти колишнього президента Ідрісса Дебі, а після смерті Дебі у 2021 році — Перехідної військової ради.
Масра жив у вигнанні в Сполучених Штатах у 2022 — 2023 рр. після протестів у Чаді 2022 року. 
У 2023 році Масра заявив про намір повернутися напередодні конституційного референдуму 2023 року. 
1 січня 2024 року, після повернення, Сюксес Масра був призначений прем'єр-міністром Чаду. 

## Раннє життя та кар'єра
Масра народився в Чаді 30 серпня 1983 року і здобув освіту в Чаді, Камеруні та Франції. 
Після здобуття економічної освіти Масра працював в Африканському банку розвитку економістом до того, як пішов у відставку у 2018 році, щоб розпочати політичну кар’єру. 

## Політична кар'єра
29 квітня 2018 року Масра заснував Les Transformateurs (що означає «Зміни»; араб. المحوِّلون), політичну партію та опозиційний рух. Масра заявив про свій намір об'єднати жителів Чаду «як ззовні, так і зсередини» та перетворити країну на чинну соціал-демократію. 

Масра був відомим критиком Ідрісса Дебі, який обіймав посаду президента Чаду з 1990 року, і чий режим деякі міжнародні ЗМІ описували як авторитарний, недемократичний і корумпований. 

### Президентські вибори 2021 року
У листопаді 2020 року Дебі оголосив, що балотуватиметься на президентських виборах 2021 року, балотуючись на свій шостий термін поспіль. 

Масра публічно заперечував проти кандидатури Дебі, посилаючись на конституцію Чаду 2018 року, в якій говорилося, що президентські терміни триватимуть шість років і можуть бути поновлені лише один раз. 

Масра згодом подав власну заявку балотуватися як кандидат; його заяву відхилила Незалежна національна виборча комісія, яка заявила, що Les Transformateurs не є офіційно зареєстрованою політичною партією. 
 
Після цього Масра взяв участь у протестах, які були жорстоко придушені чадськими військами, що призвело до того, що Масра шукав притулку в посольстві Сполучених Штатів у Нджамені протягом шести днів через побоювання за свою безпеку. 

16 березня 2021 року Масра зустрівся з Дебі та закликав його відкласти вибори, щоб організувати інклюзивний національний діалог з Дебі; його партія, Патріотичний рух порятунку; та опозиційні партії та організації. 
 
Дебі відмовився від перенесення і виграв вибори, здобувши 79,32% голосів; Le Monde назвала вибори «нелегітимними» через масові порушення. 

### Смерть Дебі та створення Перехідної військової ради
20 квітня 2021 року було публічно оголошено про смерть Дебі, а представник армії заявив, що він помер від вогнепальних поранень, коли командував національною армією Чаду проти повстанців Фронту змін і злагоди в Чаді поблизу Ноку під час наступу на Північний Чад. 
 
Того ж дня уряд і конституція Чаду були скасовані, і було оголошено про створення Перехідної військової ради (CMT), військової хунти на чолі з сином Дебі -- Махаматом Дебі. 
 
Масра назвав розпуск уряду «державним переворотом» і закликав до повалення режиму Дебі та пов’язаного з ним кумівства, а також до повернення до демократії. 

У травні 2022 року у Нджамені відбулися протести проти присутності французьких військ у країні; Францію, колишню колонізаторку Чаду, звинуватили в підтримці хунти CMT. 

Les Transformeurs разом із групою Wakit Tamma підтримали протести, які були придушені урядом, що призвело до загибелі щонайменше дванадцяти людей. 

### Протести вересня 2022 року
Після того, як CMT оголосив про свій намір вступити в діалог з опозиційними групами, Масра та Les Transformateurs разом із Вакітом Тамою встановили набір попередніх умов, які необхідно було б узгодити до будь-якого діалогу. 
Вони включали гарантії проведення референдуму щодо будь-якої нової конституції; що військовослужбовці не балотуватимуться на наступних президентських виборах; і що уряд і військові будуть чітко розділені. 

До серпня 2022 року Les Transformeurs і Вакіт Тама оголосили, що не братимуть участі в діалозі, запланованому на наступний місяць; Масра заявив, що, на його думку, попередні умови можуть бути занадто легко скасовані CMT. 

1 вересня 2022 року Масра організувала демонстрації в Нджамені на знак протесту проти початку діалогу між CMT та опозиційними групами. 
91 активіст згодом був заарештований за «порушення громадського порядку» та недотримання законів що до демонстрацій на дорогах загального користування; багато активістів втекли до штаб-квартири Les Transformeurs, яка згодом була заблокована поліцією. 
 
Подальші демонстрації проти блокади Les Transformateurs призвели до арештів ще щонайменше 200 активістів, що змусило католицьку церкву в Чаді вийти з діалогу з CMT, а кілька інших організацій погрожували вийти з нього, якщо блокаду не знімуться. 
Активісти були звільнені через кілька днів після втручання буркінійського дипломата Джібріля Бассоле . 

### Судова повістка за вересень 2022 р
У промові під час протестів Масра закликав жителів Чаду «очікувати гіршого»; згодом його викликали з'явитися до суду у відповідь на його заяву. 
По дорозі до суду його супроводжували понад тисяча активістів, яких розігнала поліція; приблизно 300 активістів було заарештовано, близько 1000 поранено. 
Дії CMT розкритикували Міжнародна федерація прав людини, Африканський Союз і Європейський Союз, уряди Сполучених Штатів, Німеччини та Франції, а також партія Ідрісса Дебі, Патріотичний рух порятунку. 
У відповідь на міжнародний резонанс виклик Масри до суду був скасований. 

### Жовтень 2022 протести та заслання
У жовтні 2022 року в Чаді спалахнули протести після того, як Дебі публічно оголосив про свій намір продовжити своє правління ще на два роки, відновивши CMT як Національну перехідну раду (CNT), а не передаючи владу цивільному уряду, як він спочатку обіцяв. 
 
Жорстока реакція уряду на протести призвела до загибелі щонайменше 50 протестувальників; Масра назвав цифру щонайменше 70, із понад тисячу закатованих або поранених. 

Після протестів Масра переховувався, а потім втік до Камеруну, перш ніж оселитися в Сполучених Штатах. 

За його відсутності реєстрація Les Transformateurs була призупинена CNT, перш ніж її було відновлено в січні 2023 року 

### Повернення до Чаду
11 серпня 2023 року Масра оголосив про свій намір повернутися до Чаду до 18 жовтня 2023 року, напередодні конституційного референдуму 2023 року. Наступні публікації в соціальних мережах показали, що Апеляційний суд Нджамени видав раніше невідомий міжнародний ордер на арешт Масри в червні 2023 року, звинувативши його в «розпалюванні ненависті та повстання» та спробі «підірвати конституційний порядок». 

Human Rights Watch заявила, що перехідний уряд Чаду погрожував арештом лідеру опозиції у вигнанні продемонстрував, що «фундаментальні свободи все ще під загрозою» в країні перед референдумом. 

16 жовтня 2023 року Масра оголосив, що відкладає своє повернення до Чаду, заявивши про «зростання загроз» з боку перехідної ради. 

31 жовтня 2023 року Масра та уряд Чаду підписали угоду за посередництва Економічної спільноти центральноафриканських держав, яка дозволяє Масрі повернутися до Чаду після амністії, наданої йому та іншим протестувальникам. 
Деякі члени опозиції критикували Масру за підписання угоди, звинувачуючи його в тому, що він звільнив уряд від їхньої відповідальності за придушення протестів. 
 
1 січня 2024 року Суксес Масра був призначений прем'єр-міністром Чаду. 

### Президентські вибори 2024 року
3 березня 2024 року Масра висунув свою кандидатуру на президентських виборах 6 травня 2024 року . 
 
Він балотувався як голова партії Les Transformateurs. 

Його кандидатуру схвалив Конституційний суд. 

10 березня 2024 року він оголосив, що погодив висунення його партією як свого кандидата на президентських виборах. 
 
Це був перший випадок в історії Чаду, коли президент і прем'єр-міністр зустрілися один з одним на президентських виборах. 

9 травня перехідний президент Махамат Дебі був оголошений переможцем виборів 2024 року Національним агентством з управління виборами (ANGE). 

За даними ANGE, Дебі здобув 61,3% голосів, а Масра — 18,53%. 

Незадовго до оголошення Масра оголосив про перемогу у Facebook, стверджуючи, що він здобув «результативну перемогу». 
Результати виборів оголосили на два тижні раніше очікуваного. 

22 травня Масра подав у відставку з посади прем'єр-міністра, а також з посади голови перехідного уряду. 